# Phytomyza hebronensis
Phytomyza hebronensis är en tvåvingeart som beskrevs av Spencer 1969. Phytomyza hebronensis ingår i släktet Phytomyza och familjen minerarflugor.
Artens utbredningsområde är Labradorhalvön. Inga underarter finns listade i Catalogue of Life.